# 杉本幸治
杉本 幸治（すぎもと こうじ、1927年4月27日 - 2011年3月13日 ）は、書体設計者。三省堂勤務を経て、リョービイマジクスの本明朝を制作・監修した。タイポデザインアーツ主宰。

## 略歴
東京市下谷区（東京都台東区下谷）生まれ。東京府立工芸学校（現在の東京都立工芸高等学校）印刷科卒業。
1947年に三省堂入社。今井直一の元で本文用明朝体、ゴシック体、辞書用の特殊書体などの設計開発と、ベントン父型・母型彫刻システムの管理に従事し、書体研究室、技術課長代理、植字製版課長を歴任した。
独自に明朝体活字の開発を進めようとしていた晃文堂の社長・吉田市郎からスカウトを受ける。三省堂にとどまった杉本は、晃文堂の新書体開発に構想段階からプライベートに監修するような立場で関わることになった。「晃文堂明朝」は1958年に発売される。
1975年三省堂が倒産したことに伴い退社。晃文堂の後身で吉田が経営するリョービ印刷機販売（後のリョービイマジクス、2012年にリョービが吸収合併）から依頼を受け、晃文堂明朝の後継に当たる写植書体・本明朝の制作を本格化させる。1982年、本明朝-Lが完成。その後のファミリー展開、デジタル化、監修にも携わる。
2000年から硬筆風細明朝体の必要性を痛感して「杉明朝体」を開発。
2011年3月13日11時26分特発性肺線維症のため死去。
金属活字、写真植字、デジタルフォントの3時代を通じて書体デザインに従事し、60歳を過ぎてからMacintoshを導入し手書きから切り替えた。また書体以外に、謡曲・宝生流の師範としても多方面で活躍した。